# لولتش
لولتش (به چکی: Luleč) یک منطقهٔ مسکونی در جمهوری چک است که در ناحیه ویشکوو واقع شده‌است. لولتش ۱۱٫۹۶ کیلومتر مربع مساحت و ۸۳۵ نفر جمعیت دارد و ۳۰۲ متر بالاتر از سطح دریا واقع شده‌است.